# Aeolosaurus
Genre
Aeolosaurus (« lézard d'Aeolus ») est un genre éteint de dinosaures sauropodes commun dans l’hémisphère sud à la fin du Crétacé supérieur (Campanien moyen à Maastrichtien inférieur), soit il y a environ entre 80 et 70 Ma (millions d'années). Il ressemblait au titanosaure, mais avait de longues vertèbres caudales et une épine recourbée vers l’avant.
- Son nom signifie « reptile d'Éole »
- Période : Crétacé (−145 Ma à −66 Ma)
- Taille : 15 m de long
- Habitat : Argentine, Brésil
- Régime alimentaire : herbivore

## Les différentes espèces
- Aeolosaurus colhuehuapensis Casal et al., 2007
- Aeolosaurus maximus Santucci & Arruda-Campos, 2011, recombinée en Arrudatitan maximus (en) J. C. G. Silva Junior et al 2021[2],[3],[4].
- Aeolosaurus rionegrinus Powell, 1987

L'espèce A. maximus a été recombinée en un nouveau genre : Arrudatitan maximus par J. C. G. Silva Junior et al. (2021),,.

## Inventaire des fossiles retrouvés
- Restes de plusieurs individus, comprenant, notamment: vertèbres caudales, ulna, radius, métacarpiens, ischion, pubis, tibia, fibula, ostéodermes... Pour A. colhuehuapensis: 21 vertèbres caudales, et 7 hémapophyses.